# میخائلا مائفسکا
میخائلا مائفسکا (به انگلیسی: Mihaela Maevska) ژیمناست ریتمیک زن اهل بلغارستان است.
از افتخارات وی میتوان به کسب مدال برنز گروهی تمام اسباب در بازی‌های المپیک تابستانی ۲۰۱۶ اشاره کرد. 